# Phytoliriomyza flavopleura
Phytoliriomyza flavopleura este o specie de muște din genul Phytoliriomyza, familia Agromyzidae. A fost descrisă pentru prima dată de Watt în anul 1923. Conform Catalogue of Life specia Phytoliriomyza flavopleura nu are subspecii cunoscute.